# Paralimna guineensis
Paralimna guineensis är en tvåvingeart som beskrevs av Canzoneri och Giuseppe Giovanni Antonio Meneghini 1969. Paralimna guineensis ingår i släktet Paralimna och familjen vattenflugor.
Artens utbredningsområde är Guinea. Inga underarter finns listade i Catalogue of Life.